# مقاطعة سنيكا (أوهايو)
مقاطعة سنيكا (بالإنجليزية: Seneca County)‏ هي إحدى مقاطعات ولاية أوهايو في الولايات المتحدة الأمريكية.